# 体落

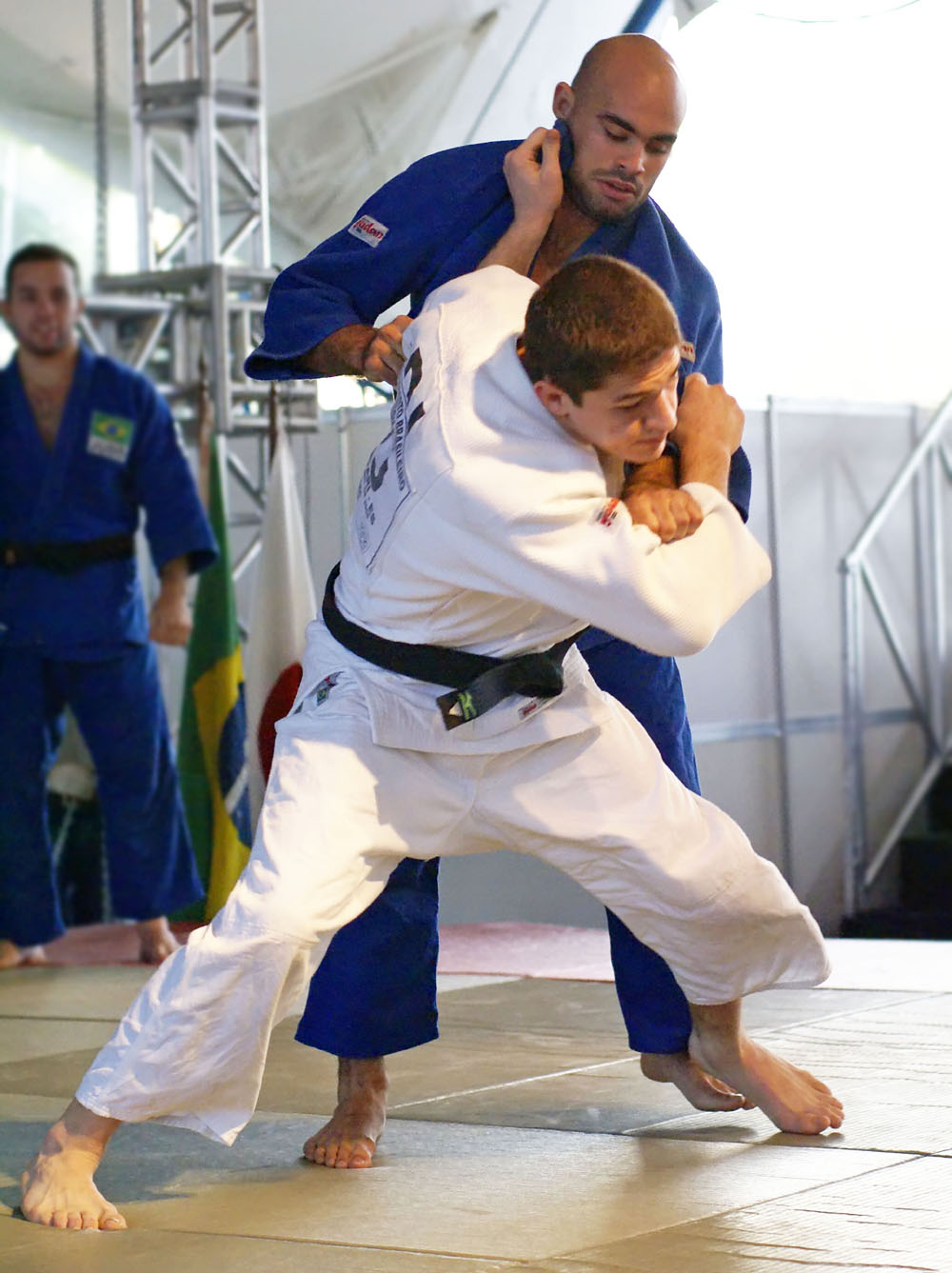
体落の実演

体落（たいおとし）は、柔道の投げ技の手技16本の一つ。講道館や国際柔道連盟(IJF)での正式名。IJF略号TOS。

## 概要
右組で後ろ回りさばきで右手で前上方に相手を釣り上げ前すみに崩し、脚を伸ばして、引き落とすように、投げ落とす技。
背負投と混同されやすいが、投げる際の釣り手側の肘の形が異なる。背負投のように肘を折りたたんで投げると、背負投の分類となる。体落としは、釣り手は相手の頭を抱えこむかのように使うか、少なくともおりたたまない。

## 変化
相手の内股をかわした後、掛ける体落もある。三谷浩一郎が得意としている。講道館機関誌『柔道』で柔道家の醍醐敏郎はこれは内股すかしではないとしている。

### 浮落
浮落（うきおとし）は右自然体から相手を釣り上げず講道館の浮落の様に相手を左に崩し右脚を伸ばして相手の右足の前に出し左足を後方に引いて、相手を引き落とす体落。神道六合流ではこの技を「浮落」と呼んでいる。講道館やIJFの浮落とは異なる技である。

## 歴史
徳三宝が開発した技とされることがあるが、徳三宝が講道館に入門する前の明治38年に講道館の有馬純臣が書いた本に体落が紹介されている。
また幕末から明治時代に柔術諸派で使われた技に片膝を突いて掛ける体落に近い矢倉落という技があった。嘉納治五郎が学んだ天神真楊流の乱捕技にも矢倉落が紹介されている。